# Réflexion acoustique
Pour les articles homonymes, voir Réflexion.
Pour un article plus général, voir Réflexion (physique).
Lorsqu'une onde sonore effectue une réflexion sur une surface, une partie de l'onde est absorbée et transmise dans le matériau de cette surface tout dépendant de sa nature tandis que le reste de l'onde est réfléchie à la manière d'une réflexion spéculaire en optique par cette surface.

## Lois de réflexion géométrique

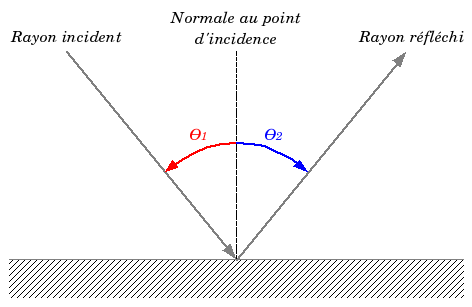
Schéma de principe de la loi de la réflexion : les faisceaux incidents et réfléchis forment avec la normale le même angle, qu'il faut orienter correctement.

Dans le modèle géométrique de propagation sonore, valable en haute fréquence (ie {\displaystyle kR>>1\,}), le son se propage dans une géométrie donnée comme des rayons lumineux selon le principe de Fermat. Ce n'est en réalité pas un principe car on peut démontrer tous ces résultats à partir de l'équation des ondes vérifiée par les grandeurs responsables des phénomènes acoustiques (et notamment la pression).
Ainsi, les rayons sonores suivent, comme les rayons lumineux, les lois de Snell-Descartes. Suivant les propriétés de la surface de réflexion, on ajoute un coefficient de diffusion souvent noté {\displaystyle \delta \,} et un coefficient d'absorption noté {\displaystyle \alpha \,}. Ces deux grandeurs sont comprises dans l'intervalle {\displaystyle [0,1]} pour les matériaux passifs classiques. L'amplitude de l'onde réfléchie est multipliée par le coefficient {\displaystyle (1-\delta )(1-\alpha )\,}, alors que l'amplitude diffusée vaut {\displaystyle \delta (1-\alpha )\,}. On prendra garde à définir correctement {\displaystyle \alpha \,} et {\displaystyle \delta \,} en énergie ou en amplitude. L'énergie non réfléchie est absorbée par le matériau (transmission dans le milieu ou pertes par effet joule).
Un matériau complexe (notamment poreux) a une influence dynamique sur la réflexion. Dans le modèle géométrique, le rayon est réflechi suivant les mêmes lois géométriques mais on impose de plus une relation entre la pression acoustique {\displaystyle p} et la vitesse particulaire normale {\displaystyle v_{N}}:
{\displaystyle p=Zv_{N}=Z{\vec {v}}.{\vec {n}}\,}
où {\displaystyle {\vec {n}}\,} est la normale sortante à la surface de réflexion. {\displaystyle Z\,} est appelé impédance acoustique normale de réflexion par analogie avec les impédances électriques, et peut être complexe ce qui induit éventuellement un déphasage de l'onde réfléchie.

## Densité du matériau
Pour des matériaux solides comme le bois et le métal placés dans l'air, une grande partie de l'onde est réfléchie, environ 99 %, tandis que le faible pourcentage restant est absorbé et transmis dans le matériau. Pour des matériaux poreux comme diverses mousses et éponges, on assiste à une plus grande absorption, et donc, indirectement, à une plus faible réflexion, puisque l'onde sonore perd de l'énergie à cause de la force de frottement favorisée par la surface poreuse.
D'une manière générale, plus un matériau est dense, même s'il est poreux, plus il contribue à augmenter la réflexion de l'onde sonore.

## Réflexion anormale

Explosion aérienne conduisant à une réflexion anormale du choc (simulation numérique).

Dans certains cas la réflexion d'ondes crée une configuration en Y dont la partie quasi-verticale est appelée pied de Mach (en anglais Mach stem). Il a été découvert par Ernst Mach en 1878. Von Neumann a établi en 1943 une théorie de ce type d'interaction et l'on parle parfois de réflexion de Von Neumann. Toutefois celle-ci ne s'applique qu'à des chocs forts obéissant aux relations de Rankine-Hugoniot et créant une ligne de glissement. L'expérience comme le calcul numérique montrent cependant que ce phénomène est général et s'applique à tout type d'onde acoustique, ce qui a amené à parler de paradoxe de Von Neumann. Il n'existe pas de théorie permettant de prédire le phénomène qui présente de nombreuses variations d'un cas à l'autre, en particulier la présence ou non d'une ligne de glissement. La branche inférieure du Y peut être interprétée comme une onde rampante issue des phénomènes de diffraction.